# 딩고넥
딩고넥(dingonek)은 아프리카에 서식하는 괴물로 바다코끼리처럼 생겼다고 전해진다. 딩고넥은 1907년 빅 게임 사냥꾼 존 알프레드 조던(John Alfred Jordan)과 그의 사냥 일행이 빅토리아호 근처에서 목격했다고 전해지는 생물이다. 동료이자 빅 게임 사냥꾼 에드거 비처 브론슨(Edgar Beecher Bronson)은 1910년 회고록 "In Closed Territory"에서 자세히 설명했다. 이 설명은 1913년에 찰스 윌리엄 호블리(Charles William Hobley)가 동아프리카 자연사 협회에 출판한 기사로 이어졌으며, 그 기사에서 그는 유사하게 묘사된 생물에 대한 추가 설명을 접했다고 주장했다. 1918년 맥린스(MacLean's)가 발행한 기사에서는 그 짐승이 새로 발견된 동물종이라고 선언했다.